# Cyamops fumipennis
Cyamops fumipennis är en tvåvingeart som beskrevs av Papp 2006. Cyamops fumipennis ingår i släktet Cyamops och familjen savflugor.
Artens utbredningsområde är Thailand. Inga underarter finns listade i Catalogue of Life.